# Hotel Sevilla
Para el hotel de Algeciras ver Hotel Sevilla (Algeciras)

El Hotel Mercure Sevilla Havane es un hotel histórico de La Habana, Cuba situado en la Calle Trocadero, cerca del Paseo del Prado, entre el Malecón y el Parque Central y famoso por aparecer la novela de Graham Greene Nuestro hombre en La Habana, siendo allí donde su protagonista se une al MI6.

## Historia

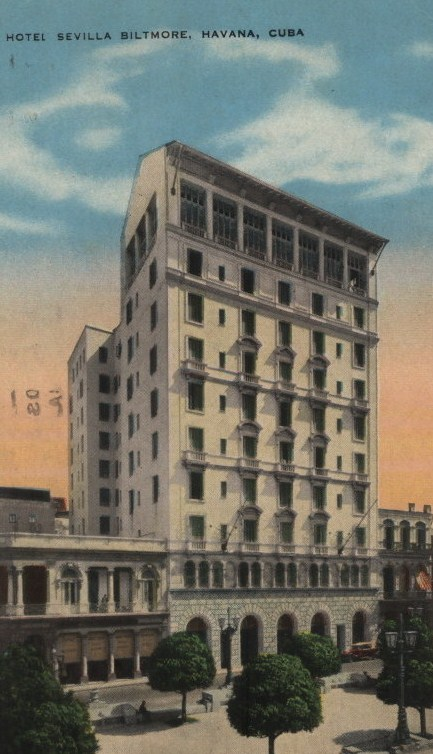
La 1924 ala de torre del Hotel Sevilla-Biltmore, 1931

Fue construido en 1908, de estilo Neoárabe y con cuatro plantas, según proyecto de los arquitectos Arellano y Mendozaon. Denominado en un principio Hotel Sevilla, al ser comprado por John McEntee Bowman y Charles Francis Flynn en 1919 fue rebautizado  Hotel Sevilla-Biltmore.
En 1924 se construyó una torre de diez plantas, con un salón de baile en la azotea, proyectado por los arquitectos neoyorkinos Schultze & Weaver.
En 1939 fue adquirido por el mafioso italiano-uruguayo Amleto Battisti y Lora, con lo que montó un casino en el hotel, frecuentado por miembros de la mafia estadounidense de La Habana, pasando parte de la propiedad a manos de Santo Trafficante, Jr..
A principios de enero de 1959, el hotel fue destruido por una multitud aprovechando que el ejército de Fidel Castro llegó a La Habana y Amleto Battista se refugió en la embajada uruguaya.
En la actualidad, el hotel es propiedad del grupo estatal cubano Gran Caribe, siendo gestionado desde 1996 por el grupo francés Accor, primero bajo su división Sofitel y después bajo Mercure Hoteles, pasando a ser denominado Hotel Mercure Sevilla Havana. Accor Anunció planes en 2017 para renovar el Sevilla y transferirlo a su boutique MGallery división.